# 1884 dans les parcs de loisirs
| Années des parcs de loisirs : 1881 - 1882 - 1883 - 1884 - 1885 - 1886 - 1887    |
| Décennies des parcs de loisirs : 1850 - 1860 - 1870 - 1880 - 1890 - 1900 - 1910 |

## Les parcs d'attractions

### Ouverture
- Dorney Park ( États-Unis)

## Les attractions

### Montagnes russes
| Nom                | Type/Modèle | Constructeur           | Parc         | Pays       |
| ------------------ | ----------- | ---------------------- | ------------ | ---------- |
| Switchback Railway | Bois        | LaMarcus Adna Thompson | Coney Island | États-Unis |

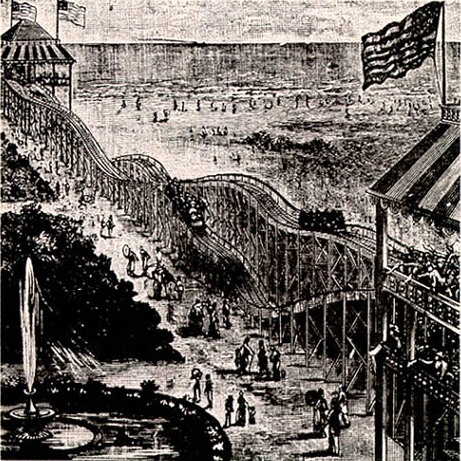
Switchback Railway